# Audio MIDI 設定
Audio MIDI 設定（オーディオ・ミディせってい）は、AppleのmacOSに標準で付属しているアプリケーション。オーディオの入出力とMIDI接続の設定・管理を行う。それぞれCore Audio、Core MIDI技術を使用している。
オーディオの入出力はマルチチャンネルに対応しており、Mac本体のみで入出力を扱う際の設定はこのアプリケーションで事足りる。ただし外部のオーディオ入出力機器を介する際には専用のドライバが必要になるため、その機器に付属するソフトで詳細な設定を行うのが一般的である。
MIDI接続は、音楽ソフトのメーカーの違いによらずMIDI機器を一括して設定・管理できるのが利点である。macOS以前は音楽ソフトのメーカーによってFreeMIDI、OMSという二つのMIDI管理制御システムが並立していたが、これらが混在した環境で音楽制作を行う場合、ソフトの動作に支障を来すことがあった。